# Kobra pospolita
Kobra pospolita lub kobra chińska (Naja atra) – gatunek jadowitego węża z rodziny zdradnicowatych. Występuje na terenach południowo-wschodnich Chin, północnego Wietnamu, północnego Laosu i Tajwanu.
Opis: Osiąga długość do 150 cm; ubarwienie od żółtego do ciemnobrązowego. Brzuch kremowy. Na płaszczu widnieją charakterystyczne znaczenia.